# Nghiệt oan
Nghiệt oan là một bộ phim truyền hình được thực hiện bởi Hãng phim Thanh Niên cùng Icinema do Hoàng Tuấn Cường làm đạo diễn. Phim phát sóng vào lúc 20h00 từ Chủ Nhật đến thứ 5 hằng tuần, bắt đầu từ ngày 9 tháng 9 năm 2013 và kết thúc vào ngày 14 tháng 10 năm 2013 trên kênh HTV7.

## Nội dung
Nghiệt oan bắt đầu vào một đêm năm 1980, tại Hà Tiên. Trên một chuyến tàu chở hàng buôn lậu, ba người đàn ông kết nghĩa anh em Hùng (Lý Hùng) - Thịnh (Chi Bảo) - Tài (Khánh Nam) đã có những ngã rẽ cuộc đời theo những hướng khác nhau.

## Diễn viên
- Chi Bảo trong vai Thịnh[6][7]
- Lý Hùng trong vai Hùng[8]
- Khánh Nam trong vai Tài[9]
- Huy Khánh trong vai Thaksun[10]
- Cao Minh Đạt trong vai Cường[11]
- Huỳnh Anh Tuấn trong vai Định
- Thủy Hương trong vai Julie
- Uyên Thảo trong vai Thu
- Phương Trinh Jolie trong vai Như Tâm
- Lâm Minh Nhật trong vai Lâm Minh
- Phương Mỹ trong vai Mai
- Long Điền trong vai Hoàng
- Mạc Anh Thư trong vai Đan Tử
- NSƯT Mỹ Uyên trong vai Cúc
- Mai Trần trong vai Ông Bình
- Phi Phụng trong vai Bà Dung
- NSƯT Mạnh Dung trong vai Ông Thành
- Hồ Hiếu trong vai Nissin

Cùng một số diễn viên khác....

## Giải thưởng
| Năm  | Giải thưởng   | Hạng mục                                | (Người) đề cử | Kết quả   | Tham khảo     |
| ---- | ------------- | --------------------------------------- | ------------- | --------- | ------------- |
| 2013 | Giải Mai Vàng | Nam diễn viên truyền hình               | Chi Bảo       | Đề cử     | [ 12 ] [ 13 ] |
| 2014 | HTV Awards    | Nam diễn viên chính được yêu thích nhất | Chi Bảo       | Đề cử     | [ 14 ]        |
| 2014 | HTV Awards    | Nữ diễn viên phụ được yêu thích nhất    | Phi Phụng     | Đoạt giải | [ 15 ]        |